# گل و مار: صفر
گل و مار: صفر (به انگلیسی:Flower and Snake: Zero) فیلمی در ژانر درام، تریلر و اروتیک به کارگردانی هاجیمه هاشیموتو، که اقتباسی است از رُمان گل و مار (به ژاپنی: 花と蛇) نوشته اونیروکو دان و براساس فیلم‌نامه‌ای از تاکهیکو میناتو، محصول سال ۲۰۱۴ کشور ژاپن است. این فیلم در تاریخ ۱۷ مِی ۲۰۱۴ توسط شرکت توئی منتشر گردید.
این فیلم ۱۱۳ دقیقه‌ای که به‌نام اصلی «هانا تو هِبی: صفر» نیز شناخته می‌شود؛ چهارمین و در حال حاضر آخرین دنباله، از مجموعه گُل و مار است؛ که شرکت شرکت توئی اقدام به تولید آن کرده‌است.
گل و مار (۲۰۰۴)، گل و مار ۲ (۲۰۰۵)، گل و مار ۳ (۲۰۱۰)
از بازیگرانی که در این فیلم به ایفای نقش پرداخته‌اند، می‌توان از مایکو آمانو در نقش «میساکی آمامیا»، نوریکو هامادا در نقش «شیزوکو تویاما»، رینا ساکوراگی در نقش «روری (زن خانه‌دار)» و ناوکی کاوانو در نقش «هیروکی» و یوچی کیمورادر نقش «یوشیهیکو بابا» و هیدئو ساکاکی در نقش «سایتو» نام برد.
ساخت مجموعه فیلم‌های سینمایی و پرطرفدار گل و مار، که در ردهٔ فیلم‌های صورتی و سبک پورنو رومی دسته‌بندی می‌شوند؛ از سال ۱۹۶۵ تا ۲۰۱۴ ادامه پیدا کرده‌است. طرفداران رُمان اونیروکو دان در ژاپن، به صورت یک فرقه مطرح هستند.

## خلاصه داستان
میساکی آمیمیا دستیار بازرس اداره امنیت اجتماعی اداره پلیس کلانشهر است که در حین بررسی یک وب سایت ویدئویی غیرقانونی مرموز به نام «بابل» در دامی گرفتار می‌شود. به زودی، او را به همراه شیزوکو و یک زن خانه‌دار به نام روری بسته و شکنجه می‌کنند.